# Freán (Saviñao)
Freán (llamada oficialmente Santa Cecilia de Freán) es una parroquia y una aldea española del municipio de Saviñao, en la provincia de Lugo, Galicia.

## Límites
Limita con las parroquias de Laxe y Vilatán al norte, Marrube al este, Rosende y Mourelos al sur, y Louredo al oeste.

## Organización territorial
La parroquia está formada por ocho entidades de población, constando siete de ellas en el nomenclátor del Instituto Nacional de Estadística español:

### Entidades de población
Entidades de población que forman parte de la parroquia:
- A Casa do Monte
- A Torre
- Cepada (A Cepada)
- Freán
- Tarrío
- Viñal

### Despoblados
Despoblados que forman parte de la parroquia:
- Cucos
- Navas (Nabás)

## Demografía

### Parroquia
| Gráfica de evolución demográfica de Freán (parroquia) entre 2000 y 2021 |
|                                                                         |
| Datos según el nomenclátor publicado por el INE.                        |

### Aldea
| Gráfica de evolución demográfica de Freán (aldea) entre 2000 y 2021 |
|                                                                     |
| Datos según el nomenclátor publicado por el INE.                    |